# 馬ヘルペスウイルス1型
馬ヘルペスウイルス1型（うまヘルペスウイルス1がた、英: Equid alphaherpesvirus 1;EHV-1）とはヘルペスウイルス科の感染により、ウマに主に発熱、流産、呼吸器感染症、希に神経症状を発症させる伝染病である。この1型とは遺伝子学的に別型の馬ヘルペスウイルス4型は主に発熱、呼吸器症状、希に流産と神経症状を起こす。馬鼻肺炎（Equine rhinopneumonitis）は1型または4型、場合によってその両方によって発生し、日本では家畜伝染病予防法において届出伝染病に指定されている。国際獣疫事務局(OIE)が定めたTerrestrial Animal Health Codeのなかで馬鼻肺炎はChapter 12.8.と分類されている。また、1型はサブタイプ1と2に分けられる。

## 伝搬と潜伏期
馬ヘルペスウイルス1型は世界的に発生しているが、日本では北海道にて1966年から1967年にかけて輸入馬の1型による流産が発生、続いて他の流産流行が発生した。それ以後、1型と4型が日本で混在して発生するようになった。子馬の呼吸器症状と妊娠馬の流産例から報告される例が多い。人には感染しない。
年齢を経た馬は、感染をしていても症状を発症せず経過する不顕性感染となる場合がある。しかし、輸送や使役、トレーニングなどのストレスにより発症すると言われる。また、白血球に持続感染または潜伏感染を起こす報告がなされている。。潜伏期間は4-6日といわれる。
感染経路は主に馬から馬へ鼻汁などによる飛沫感染、そして、ウイルスに汚染された流産死体や後産、同様な人の手や馬具などによる接触感染または直接感染が挙げられる。

## 臨床症状
発熱　39-42℃の熱がしばしば二相性(または二峰性)に現れる。これは感染初期の上部呼吸器感染と感染後(6-7日後)に現れるウイルス血症によるものである。感染していても発熱を呈さない場合もあり、一日二回の検温が薦められる。呼吸器疾患は症状として発咳、鼻汁、上顎及び咽頭後、倦怠または脱力、リンパ節の腫脹、呼吸障害、体重減少が認められる。眼科的症状として、結膜炎、虹彩炎、そして角膜炎を呈する。流産や死産は妊娠7か月後に典型的に発生する。希に妊娠4か月未満の発生も報告される。妊娠馬は症状を現さない不顕性感染を起こすことがあり、突然の流産によって感染が報告される例が多い。神経症状はまれに発生する。その症状として四肢の運動失調、起立不能、尿の貯留及び漏えい、尾の虚脱が現れる。また、馬ヘルペス脊髄脳症Equine herpesvirus myeloencephalopathy(EHM)は脳や脊髄の血管に障害が併発した場合を言う。先に挙げた神経症状とともに、脳脊髄液が黄色化する。EHMは欧米で流行が報告されており、これまで日本においては希な発生とされていたが、近年増加傾向にある。

## 診断
検体別（サンプル別）に検査目的や方法が異なる。検査先へ検体を送るにあたっては国連規格容器によって行われなければならない。
鼻汁ぬぐい液検体からはPCR法を実施しウイルスの遺伝子DNAポリメラーゼを検出する。流産胎子を含む臓器検体からは免疫組織検査(免疫染色)である直接蛍光抗体法(FA)が行われ、組織中のウイルス存在の有無が確認される。馬または牛腎細胞を使用した組織培養によってウイルスを分離し、制限酵素を利用して電気泳動を行って1型であることを同定する。また、1型の遺伝子検出にLoop-mediated isothermal amplification(LAMP)法を行った報告がなされている。
EHMが疑われる場合の診断は神経組織検体の免疫組織検査ないしPCR法により行う。なお、PCR法によってD/N752鎖が検出された場合、同じ1型でもEHMを発生させる神経病原性が高いという報告がある。
血清検体の場合、2-3週間隔をおいてペア血清による抗体検査を行う。血清検体からの補体結合反応（CF）は日本では馬ヘルペスウイルスの診断としてよく実施されている方法であるが、同様に血清を用いるウイルス中和テスト(The viral neutralization test, Serum neutralization test,SN)とともに、1型か他の型感染なのかを鑑別できない。
日本ではエライザ法（ELISA）が血清検体から馬ヘルペスウイルスの型を鑑別するため実施されている。海外では簡易検査キットViral glycoprotein gG(Svanovir)が利用されている。なお、症状をもとに他の疾患(馬パラチフスなど)との類症鑑別のための検査を必要とする。

## 治療と予防
馬ヘルペスウイルス1型の感染に対して様々な治療が実施されている。ここで挙げられたのはその例である。直接、馬ヘルペスウイルスに働く抗ウイルス薬としてアシクロビル(Aciclovir)とバラシクロビル( Valaciclovir)がある。欧米では、バラシクロビルがEHMの治療に投与された報告がある。また、インターフェロン (IFN-γ)の投与が行われている。これら薬品投与以外は二次感染の予防またはその治療として抗生物質の投与、各症状に対応した対症療法が行われる。
日本において馬鼻肺炎と診断された場合、届出伝染病に指定されているため各地域管轄の家畜保健衛生所と獣医師の指示に従う事が求められる。また、地域により防疫マニュアル等が作成されている場合があり、予防、発生時の対応が盛り込まれている。いずれにせよ、馬ヘルペスウイルス感染を疑う場合、馬を他の個体と隔離されることが求められる。そして、隔離後症状が改善しても、獣医師の指示があるまで他の馬と接近させないことが求められる。馬鼻肺炎発生の際、厩舎や器具へは塩素系消毒薬が有効という記述がある。予防としてワクチンが存在し、病勢の軽減と発生率の低下の効果がある。日本では不活化ワクチンが一般的である。ただし、ワクチンを投与した繁殖馬に流産が発生している。このようなケースを予防するためにも持続した抗体を得るため、弱毒生ワクチンが開発されつつある。なお、不活化ワクチンは解剖治療化学分類法においてATCvet codes: QI05AA11と分類されている。